# Marlborough
 For alternative betydninger, se Marlborough (flertydig). (Se også artikler, som begynder med Marlborough)
Marlborough er en by i Vestengland husende den berømte privatskole Marlborough College. Hærføreren John Churchill blev udnævnt til hertug af Marlborough for sine militære bedrifter før og under den spanske arvefølgekrig.